# Waverly (Missouri)
Pour les articles homonymes, voir Waverly.
Waverly est une ville du comté de Lafayette, dans le Missouri, aux États-Unis,. Située au nord-est du comté, elle est fondée dans les années 1840 et incorporée en 1882.

## Démographie
Lors du recensement de 2010, la ville comptait une population de 849 habitants. Elle est estimée, en 2016, à 832 habitants.

### Source de la traduction
- (en) Cet article est partiellement ou en totalité issu de l’article de Wikipédia en anglais intitulé « Waverly, Missouri » (voir la liste des auteurs).